# Бенџамин Харисон
Бенџамин Харисон (енгл. Benjamin Harrison; Норт Бенд, 20. август 1833 — Индијанаполис, 13. март 1901) је био двадесет трећи председник Сједињених Америчких Држава који је на овом положају био између 1889. и 1893. године. Пре председничког мандата био је сенатор из Индијане. Његова администрација је најбоље позната по великом броју закона које је донела укључујући и Макинлијеву тарифу и по томе што су федерални трошкови достигли милијарду долара. Харисон је до данас (2025) једини председник из Индијане.